# Lester Bangs
Leslie Conway "Lester" Bangs, född 14 december 1948 i Escondido i Kalifornien i USA, död 30 april 1982 i New York i delstaten New York i USA, var en amerikansk musikjournalist, kritiker, författare och musiker.

## Biografi
Lester Bangs skrev för tidningarna Creem och Rolling Stone och var känd för sitt inflytande och sin kritik inom rockmusik. Musikkritikern Jim DeRogatis kallade honom "Amerikas största rockkritiker".
Bangs dog i New York den 30 april 1982, 33 år gammal. Han självmedicinerade influensa och överdoserade oavsiktligt Dextropropoxifen, diazepam och hostmedicin. Då han dog lyssnade han på albumet Dare av det engelska syntpopbandet The Human League, som han köpt tidigare samma dag.
I filmen Almost Famous gestaltas han av skådespelaren Philip Seymour Hoffman.

## Som musiker
Bangs var även musiker. 1976 spelade han och Peter Laughner in en akustisk improvisation på Creems kontor. Inspelningen innehöll covers och parodier på låtar som "Sister Ray" och "Pale Blue Eyes", båda av Velvet Underground.
1977 spelade Bangs in en 7" vinylsingel som soloartist med namnet "Let It Blurt/Live", mixad av John Cale. Singeln släpptes 1979.
1980 reste Lester Bangs till Austin, Texas, där han träffade surf/punkrockgruppen "The Delinquents". I början av december samma år spelade de in ett album som "Lester Bangs and the Delinquents", med titeln Jook Savages on the Brazos, som släpptes året efter.